# Anna Mahler
Anna Justine Mahler (ur. 15 czerwca 1904 w Wiedniu, zm. 3 czerwca 1988 w Hampstead) – austriacka rzeźbiarka.

## Życiorys
Anna Mahler była córką kompozytora Gustava Mahlera i jego żony Almy z domu Schindler. Gdy miała 2 lata na szkarlatynę zmarła jej starsza siostra Maria Mahler (1902- 1907), a jako sześciolatka przeżyła śmierć ojca.
Pięciokrotnie wychodziła za mąż. Po raz pierwszy jako 16 latka za młodego dyrygenta, Ruperta Kollera (1896-1976) 2 listopada 1920 roku. Małżeństwo trwało kilka miesięcy. Niedługo potem Anna przeprowadziła się do Berlina, aby studiować sztukę. Tam 15 stycznia 1924 roku wyszła za mąż za kompozytora Ernsta Křenka, ale już w listopadzie 1924 roku opuściła go z powodu jego romansu ze skrzypaczką Almą Moodie. W 1929 roku wyszła za mąż za wydawcę Paula Zsolnaya i miała z nim córkę Almę (1930- 2010). Para rozwiodła się w 1934 roku. W kwietniu 1939 roku uciekając przed nazistami zamieszkała w Hampstead w Londynie. 3 marca 1943 roku wyszła za mąż za dyrygenta Anatola Fistoulari, z którym miała kolejną córkę, Marinę (1943-). Małżeństwo trwało do 1956 roku. W 1970 roku poślubiła swojego piątego męża, Albrechta Josepha (1901-1991) reżysera i autora scenariuszy, byłego sekretarza Franza Werfela (męża jej matki Almy).
Po wojnie wyjechała do Kalifornii i mieszkała tam przez kilka lat. Uczyła w UCLA i USC. Po śmierci matki w 1964 roku Anna wróciła do Londynu na pewien czas, zanim ostatecznie zdecydowała się w 1969 roku zamieszkać w Spoleto we Włoszech. Zmarła w 1988 roku w Hampstead, podczas odwiedzin u córki Mariny. Została pochowana na cmentarzu Highgate.

## Twórczość

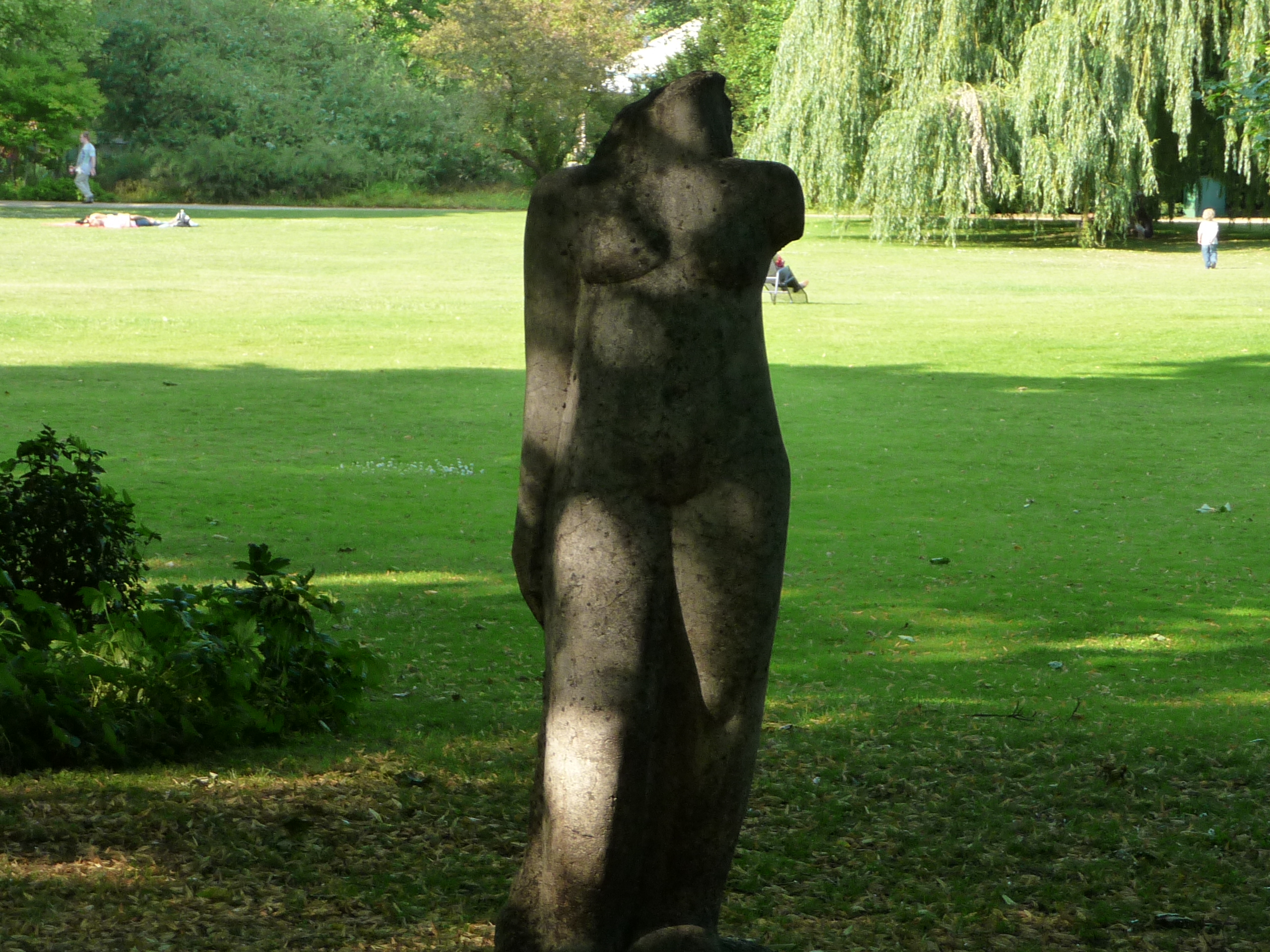
Rzeźba "Tors" w Luisenpark Mannheim

W latach dwudziestych XX wieku studiowała sztukę i malarstwo w Berlinie, Rzymie i Paryżu. Gdy miała 26 lat odkryła, że pragnie zostać rzeźbiarką. Była uczennicą Fritza Wotruba. W 1937 roku otrzymała nagrodę Grand Prix w Paryżu. Oprócz rzeźb w kamieniu, Anna Mahler tworzyła w brązie głowy wielu znanych muzyków XX wieku, m.in. Arnolda Schönberga, Albana Berga, Artura Schnabela, Otto Klemperera, Bruno Waltera, Rudolfa Serkina i Eileen Joyce.

## Stowarzyszenie im. Anny Mahler
W Spoleto we Włoszech działa Stowarzyszenie im. Anny Mahler. W 2010 roku założyło ono Mahler & LeWitt Studios, gdzie młodzi artyści (malarze, rzeźbiarze, filmowcy, pisarze) mogą zamieszkać, studiować i organizować wystawy.

## Nagrody
- 1937 „Grand Prix” na Światowych Targach w Paryżu za rzeźbę Female Nude[12]